# Ṛṣi
Ṛṣi (lett. "saggio"; da cui Saptaṛṣi saptarishi «i sette saggi» o «cantori ispirati»), con grafia inglese rishi, è un sostantivo maschile sanscrito (devanāgarī: ऋषि) che indica in quella lingua i "cantori ispirati" (o "veggenti") degli inni sacri denominati come Veda, inni che sono alla base della religione vedica, del Brahmanesimo e dell'Induismo.
In un significato più generico, e successivo, tale termine indica anche un saggio, un santo, un eremita, oppure il settimo degli otto gradi dei brahmani, o ancora la Luna, o un "raggio di luce".

## Etimologia
L'etimologia del termine sanscrito Ṛṣi è incerta. Si pensa che tale termine possa essere collegato all'antico avestico ərəšiš (Avestā, Gāthā Ahunavaitī, Yasna, 31,5) con il significato di "estasi".
(Avestā, Gāthā Ahunavaitī, Yasna, 31,5)
Il Sanskrit-English Dictionary di Monier Monier-Williams (1819-1899) concorda con delle ipotesi derivate da opere piuttosto tarde che indicano la derivazione di ṛṣi dalla radice ṛṣ a sua volta derivata dalla radice drś il cui significato è "vedere" e da qui il termine ṛṣi-kṛt ("colui che fa vedere", o "colui che canta l'inno sacro"), mettendolo inoltre a confronto con l'antico irlandese, arsan, "un saggio", un "anziano avvezzo alla saggezza".
Manfred Mayrhofer (1926) nel suo Etymologisches Wörterbuch des Altindoarischen preferisce una connessione ad entrambe le radici: ṛṣ "versare, fluire" PIE PIE|*h1ers, o a ras "urlo".

## I "cantori" deiVeda
Il termine sanscrito ṛṣi indica principalmente quella figura di "cantori ispirati" dei popoli Ārya cui fu consegnato il Veda, tale opera religiosa è considerata quindi come apauruṣeya ovvero non composta da esseri umani ma "ascoltata" dagli Ṛṣi e da questi raccolta e consegnata agli uomini.
Gli Ṛṣi sono all'origine del culto e del sacrificio:
(Ṛgveda X, 130,6. Traduzione di Raimon Panikkar in I Veda, vol.I, Milano, Rizzoli, 2001, pag.478)
Gli Ṛṣi non sono deva né asura ma non corrispondono nemmeno ad esseri umani comuni essendo alcuni di loro di discendenza divina, collocandosi, in un'era mitica e primordiale, in una posizione mediana tra questi ultimi e le prime due entità soprannaturali.

### I Saptaṛṣi
I Saptaṛṣi (सप्तर्षि), ovvero i Sette Cantori ispirati, sono sette Ṛṣi genericamente menzionati nel Ṛgveda, anche se i loro nominativi variano a seconda della letteratura successiva.
Così il Ṛgveda:
(Ṛgveda X, 130,7. Traduzione di Raimon Panikkar in I Veda, vol.I, Milano, Rizzoli, 2001, pag.478)
Nell'Atharvaveda questi Sette Veggenti (o Cantori ispirati) simili a Dei partecipano alla creazione:
(Atharvaveda XII, 1, 39)
La letteratura vedica elenca diversi nominativi di Saptaṛṣi, ad esempio risultando essere nel:
- Jaiminīya Brāhmaṇa (II, 218-221)： Vasiṣṭha, Bharavāja, Jamadagni, Gotam, Atri, Viśvāmitra, Agastya;
- Gopatha Brāhmaṇa (I, 2, 8): Vasiṣṭha, Viśvāmitra, Jamadagni, Gotama, Bharadvāja, Guṅgu, Agastya, Kaśyapa;
- Śatapatha Brāhmaṇa (XIV, 5, 2, 6): Gotama, Bharadvāja, Viśvāmitra, Jamadagni, Vasiṣṭha, Kaśyapa, Atri;
- Bṛhadāraṇyaka Upaniṣad (II, 2, 4)： Gotama, Bharadvāja, Viśvāmitra, Jamadagni, Vasiṣṭha, Kaśyapa, Atri (come nel Śatapatha Brāhmaṇa).

Così la Bṛhadāraṇyaka Upaniṣad:
(Bṛhadāraṇyaka Upaniṣad II,2,4)